# Colonia Iturraspe (Santa Fé)
Colonia Iturraspe (Santa Fé) é uma comuna da província de Santa Fé, na Argentina.